# Aneurisma de Charcot-Bouchard
Aneurismas de Charcot Bouchard (também conhecidos como microaneurismas) são pequenas dilatações dos ramos terminais das artérias cerebrais, cuja ruptura provoca hemorragias mais ou menos graves. Foi descrita pelos médicos franceses Jean Marie Charcot (1825-1893) e Charles Joseph Bouchard.
É comum em pacientes hipertensos e uma das principais causas do AVC hemorrágico (AVCh) do tipo intraparenquimatoso. A artéria mais comumente envolvida é a artéria cerebral média e afeta principalmente os núcleos da base (putame e tálamo), ponte, cerebelo e lobos cerebrais.
Não se deve confundir com os aneurismas saculares que atingem vasos de maior porte de sangue. Os aneurismas de Charcot Bouchard ocorre em pequenos vasos sanguíneos (com diametro inferior a 300 micrômetros). Essa diferenciação é importante porque a ruptura dos aneurismas saculares leva a formação de uma hemorragia subaracnóidea enquanto o rompimento dos aneurismas de Charcot Bouchard levam à formação de uma hemorragia intraparenquimatosa.